# Reiko Hayama
 (mars 2015).
Si vous disposez d'ouvrages ou d'articles de référence ou si vous connaissez des sites web de qualité traitant du thème abordé ici, merci de compléter l'article en donnant les références utiles à sa vérifiabilité et en les liant à la section « Notes et références ».
Reiko Hayama, née à Tokyo le 9 novembre 1933 et morte le 20 janvier 2025 à Paris, est une architecte japonaise. Elle est la première architecte japonaise à exercer en France. Diplômée de l'Université nationale de Yokohama et de l'Ecole Spéciale d'Architecture (ESA) de Paris.

## Biographie
Née à Tokyo en 1933, Reiko Hayama part jusqu’à Aomori avec un groupe scolaire pour fuir la Seconde Guerre mondiale. Dès la fin de celle-ci, elle vit dans un Tokyo en ruines. Son Père, Tsuneo Hayama, fut un diplomate japonais chargé de négocier avec les États-Unis avant la Seconde Guerre Mondiale. Il meurt à 36 ans, totalement opposé à la politique expansionniste de l'empire du Japon. Sa mère, Harue Hayama, une dame d'honneur, le seconde peu de temps après.
De 1959 à 1965, elle travaille pour Kunio Maekawa, qui fut un collaborateur de Le Corbusier.
Elle quitte le Japon fin 1966 pour s’installer à Paris grâce à une bourse de coopération technologique franco-japonaise attribuée par le gouvernement français.
Elle fut une collaboratrice de Charlotte Perriand pendant trois ans puis de Jean Prouvé de 1970 à 1975. Ce dernier l'encourage à associer un diplôme français à son titre japonais. Reiko Hayama devient membre de l’Ordre des architectes français en 1975 et dirige son propre atelier de 1976 à 2013.
Reiko Hayama meurt le 20 janvier 2025 à l'âge de 91 ans.

## Distinctions
- 6 juillet 2001 : Distinction honorifique du Ministère des Affaires étrangères Japonais.
- 23 janvier 2004 :  Chevalier de l'ordre des Arts et des Lettres.
- 13 juillet 2004 :  Chevalier de la Légion d'honneur.
- 3 novembre 2011: Ordre du Soleil Levant, Rayon d'Or avec Rosette (Japon).

## Réalisations principales
- 1975 : Banque de Tokyo[7]
- 1976 : Maison du Japon de la Cité Internationale Universitaire de Paris, rénovation de l’extérieur
- 1978 : Maison du Japon de la Cité Internationale Universitaire de Paris, réhabilitation de l’intérieur
- 1978 : Maison de M. et Mme Dupuis à Chaville
- 1984 :Canon Bretagne S.A.S. 1re-3e Tranche / 1994 4e Tranche Bretagne
- 1990 : Yamaha musique France S.A. 2e Tranche Marne-à-Vallée
- 1990 : Institut Culturel Franco-Japonais de Saint Quentin en Yvelines
- 1992 : Konica-Minolta Lorraine S.A.S. Vosges
- 1992 : Hitachi Computer Europe S.A.S. Orléans - le site de l'ancienne usine Hitachi situé au 770 avenue de la Pomme 45160 Ardon et 45590 Saint-Cyr-en-Val s'est vu attribuer le label "Architecture contemporaine remarquable" par la préfecture de la région Centre-Val-de-Loire le 19 septembre 2019. Le label a été attribué pour une durée de 100 ans à compter de 1992. Il expirera en 2092[8].
- 1992 : Domaine de Belesbat Neuf / Restauration, Hôtel Réhabilitation Essonne[7]
- 1992 : Ogura S.A.S. Valencienne
- 1992 : Akebono Breki S.A.S. Gonesse
- 1992 : Noritsu France S.A. Évry
- 2000 : Sanden Manufacturing Europe S.A.S. Bretagne
- 2001 : Résidence de l’ambassadeur du Japon Paris, réhabilitation
- 2012 : Yamagata Toyopet S.A. Japon Yamagata-Shi